# 无名之辈：意义非凡
《无名之辈：意义非凡》（英語：Made in Yiwu）是一部由饶晓志执导的2025年中国黑色幽默电影，饶晓志和王莉莉编剧，陈建斌、刘德华和王俊凱領銜主演，卢靖姗、程怡聯合主演，屈楚萧特別主演。本片并不是《无名之辈》和《无名之辈：否极泰来》的续集，而是一个全新的故事。
電影2025年12月31日於中國上映。

## 剧情
一个来自中国义乌的神秘订单，掀起了一场让半个地球都卷入其中的风暴。

## 角色
| 演員   | 角色 | 介紹   |
| 陈建斌 |      |        |
| 王俊凯 |      |        |
| 刘德华 | 老闻 | 小厂主 |
| 卢靖姗 |      |        |
| 程怡   |      |        |
| 陈明昊 |      |        |
| 屈楚萧 |      |        |
| 杨超越 |      |        |
| 金士杰 |      |        |
| 董宇辉 |      |        |

## 制作
2023年英皇电影巡礼上曝光概念海报，导演饶晓志表示：《无名之辈2》在电影风格上与《无名之辈》一脉相承，但是角色和故事都是全新的。《无名之辈2》将聚焦义乌的小人物，故事依旧是多线叙事、黑色幽默，演员阵容方面除了刘德华新加入外，《无名之辈》大多数主演将会延续。这是饶晓志和刘德华继《人潮汹涌》之后再度合作。
2024年4月8日开拍。

## 发行
2025年1月17日，片方发布“还钱”版预告、“接2连3”版海报及一组剧照，并官宣续作《无名之辈3》，首度曝光演员阵容。6月中旬，本片定檔2025年12月31日上映。